# Феърфийлд (Кънектикът)
Вижте пояснителната страница за други значения на Феърфийлд.
Феърфийлд (на английски: Fairfield) е град в окръг Феърфийлд, Кънектикът, Съединени американски щати. Основан е през 1639 от Роджър Лъдлоу. Разположен е на брега на протока Лонг Айлънд. Населението му е 62 105 души (по приблизителна оценка от 2017 г.).

## Личности
Родени във Феърфийлд
- Айзък Дженингс (1788 – 1874), лекар
- Линда Козловски (р. 1958), актриса
- Джъстин Лонг (р. 1978), актьор
- Мег Райън (р. 1961), актриса